# 奥斯蒂亚诺
奥斯蒂亚诺（義大利語：Ostiano），是意大利克雷莫纳省的一个市镇。总面积19平方公里，人口3062人，人口密度161.2人/平方公里（2009年）。国家统计（ISTAT）代码为019064。